# Groote Vettenoordsche polder
De Groote Vettenoordsche polder is de naam van een polder en voormalig waterschap in de voormalige gemeente Vlaardingerambacht in de Nederlandse provincie Zuid-Holland.
Het waterschap was verantwoordelijk voor de vervening, drooglegging en later de waterhuishouding in de polder.
De polder grenst aan de Kleine Vettenoordsche polder en de Aalkeet-Buitenpolder.